# Ил-38
Ил-38 (изделие «8», по кодификации НАТО: May) — советский противолодочный самолёт средней дальности, разработанный в ОКБ-240 Ильюшина на основе пассажирского Ил-18В. Самолёт предназначен для самостоятельного или совместного с противолодочными кораблями поиска и уничтожения подводных лодок противника, для морской разведки, поисково-спасательных операций, постановки минных заграждений. Носитель тактического ядерного оружия.

## История создания
После окончания Второй мировой войны страны-победительницы получили доступ к многочисленным немецким разработкам, в том числе и по управляемому ракетному оружию. В США была развёрнута программа «Поларис» и начались работы по созданию подводного ракетоносца. В основе программы предусматривалась постройка 41 атомной ракетной подводной лодки (ПЛАРБ). Каждая такая лодка вооружалась 16 твердотопливными ракетами «Поларис А-1» с дальностью полёта до 2200 км.
В 1960 году лодки «Поларис» приступили к боевому патрулированию. Из-за относительно небольшой дальности пуска ракет 14-я эскадра ВМС США базировалась в Великобритании, но уже в 1964-67 годах ракеты на пяти лодках были модернизированы и получили дальность пуска 4600 км, что несомненно расширило боевые возможности применения АПЛ класса «Поларис».
В СССР в те годы проводились исследования по противодействию угрозе американских лодок-ракетоносцев. Была выработана общая концепция поиска АПЛ и её техническая реализация, выразившаяся в создании первого отечественного авиационного противолодочного комплекса «Баку». Несмотря на все его недостатки, ПЛК «Баку» штатно устанавливался на противолодочном вертолёте Ка-25ПЛ и самолёте-амфибии Бе-12. Были попытки создания противолодочного самолёта даже на базе Ту-16 (Ту-16ПЛО), впрочем, без особого успеха — по эскадрилье таких самолётов недолго эксплуатировались в ВВС Северного и Тихоокеанского флотов.
Ввиду большого количества недостатков и технического несовершенства системы «Баку» в 1957 году начались исследовательские работы по теме «Можжевельник», а через два года в НИИ-131 началась разработка поисково-прицельной системы (ППС) «Беркут» (Постановление Совета Министров СССР от 11 декабря 1959 г.). Разработкой радиогидроакустических буёв занимался НИИ-753. Научно-исследовательские работы по теме «Вяз» предусматривали разработку противолодочного вооружения.
Постановлением Совета Министров СССР от 18 июня 1960 г. № 640—261 разработка противолодочного самолёта поручается ОКБ-240 (ОКР по теме «Тунец»). В качестве базовой машины для Ил-18ПЛО был выбран пассажирский самолёт Ил-18В. В 1961 году в ОКБ-240 состоялась защита эскизного проекта, на которой присутствовало много приглашённых, в том числе Авиацию ВМФ представляла группа перспективного планирования, входившая в состав оперативного отдела, лётчики, штурманы и инженеры от авиации флота и 33-го ЦБП и ПЛС.
Противолодочный самолёт был предназначен для поиска, слежения, обнаружения и уничтожения подводных лодок противника в любых метео условиях в любое время года и суток, на удалении до 2000 км.
Первый полёт переделанного самолёта выполнен 27 сентября 1961 года, лётчик-испытатель В. К. Коккинаки. Самолёт не имел противолодочного оборудования и вооружения, изменения коснулись планера и общесамолётных систем. С 15 мая по 12 июня 1962 года состоялась макетная комиссия по самолёту Ил-38 с ППК «Беркут». На макете прорабатывались варианты размещения оборудования, компоновки кабины экипажа и другие вопросы. 10 марта 1963 года оборудование системы «Беркут» было установлено на самолёт и началась его отработка. Было выполнено 147 испытательных полётов. Для имитации работы буёв был построен сухопутный гидроакустический полигон.
Совместные испытания по программе второго этапа продолжались с 2 октября по 28 ноября 1964 года. Было выполнено 19 полётов. Результаты испытаний признаны неудовлетворительными.
Государственные совместные испытания самолёта проводились с 6 июня по 15 декабря 1965 года на Чёрном море (аэр. Кировское). Было произведено 87 полётов с налётом 287 ч, в том числе на доводку «Беркута» и магнитометра — 10 полётов с налётом 38 ч 15 мин. Выставленный буй РГБ-1 обеспечивал обнаружение дизельной ПЛ, имевшей ход 6…8 узлов (11, 2…14,8 км/ч) при состоянии моря 1…2 балла на дальности 1700…4000 м. Испытания самолёта Ил-38 проводили лётчики-испытатели 3-го управления 8-го ГНИКИ ВВС: старший лётчик-испытатель полковник Сухинин, старший лётчик-испытатель инженер-подполковник Кузьменко, от ОКБ-240 — ведущий лётчик-испытатель В. К. Коккинаки, лётчик-испытатель А. Н. Трюлин. Штурманы-испытатели: подполковники Н. Москаленко, Мелехин, Воронов, майор Лицман. По результатам испытаний самолёт рекомендован к принятию на вооружение, с устранением недостатков. Перечень недостатков № 1, подлежавших устранению до начала эксплуатации самолёта, содержал 96 пунктов. Вызывала озабоченность низкая надёжность ППС «Беркут» — средняя наработка на отказ по результатам испытаний не превышала 6 часов.
Серийное производство Ил-38 осуществлялось на машиностроительном заводе № 30 «Знамя труда» (расположенном вблизи Центрального аэродрома на Ходынском поле в Москве) с 1967 года до 1972 года. Всего построено 65 машин, что в четыре раза меньше изначально запланированного. Отчасти это связано с тем, что уже в 1962 году научно-исследовательские организации МО СССР подготовили справку, из которой следовало, что наиболее приемлемым средством противодействия ПЛАРБ являются противолодочные самолёты с боевым радиусом в два раза большим, чем у Ил-38. 28 февраля 1963 года вышло Постановление Совмина СССР № 246-86 о разработке дальнего противолодочного самолёта Ту-142 с ППС «Беркут-95».

## Описание конструкции
Ил-38 — четырёхдвигательный цельнометаллический моноплан с низкорасположенным трапециевидным прямым крылом, традиционным однокилевым оперением и трёхстоечным шасси. По сравнению с Ил-18 на Ил-38 в средней части фюзеляжа оборудованы два обогреваемых грузоотсека для средств поиска и поражения подводных лодок. Крыло смещено вперёд на три метра для сохранения эксплуатационной центровки. За задним грузовым отсеком установлен турбоагрегат ТГ-16. В качестве основных конструкционных материалов применены алюминиевые сплавы Д16А-ТВ, Д16А-Т, АК-6, сталь 30ХГСА.

### Фюзеляж
Полумонококовой конструкции круглого поперечного сечения с листовой алюминиевой обшивкой. Передняя часть фюзеляжа разделена полом на герметичную и негерметичную конструкции. Верхняя половина до шпангоута № 10 герметизирована и представляет собой кабину с рабочими местами семи членов экипажа, а также различной электронной аппаратурой. В передней части кабины размещаются два лётчика, штурман-навигатор, бортинженер и радист; в задней, спиной к направлению полёта, находятся рабочие места штурмана-оператора РЛС, оператора СПИУ и размещается ППС «Беркут». Под полом находится отсек передней стойки шасси и высоковольтный блок с параболической антенной РЛС «Беркут» в круглом обтекателе. За обтекателем находится откидываемый вниз входной люк в кабину экипажа. В плоскости вращения воздушных винтов на бортах фюзеляжа наклёпаны усиливающие накладки.
За кабиной до центроплана расположен передний грузоотсек, над которым находится контейнер с двумя мягкими фюзеляжными топливными баками, холодильная установка и БЦВМ ППС «Беркут». Затем идёт трёхлонжеронный центроплан крыла, над которым расположены блоки аппаратуры «Резеда» и астрокомпас. За центропланом находится задний грузоотсек, сверху которого установлены блоки аппаратуры «Беркут», кислородные баллоны, спасательный плот. За ним находится технический отсек с входной дверью на правом борту, в котором размещаются аккумуляторы 12САМ-28, турбогенератор, кислородные баллоны, рулевые машинки автопилота, а в хвостовой части — магнитометр. Фюзеляж оканчивается хвостовой балкой длиной 5,59 м, в которой размещается магниточувствительный элемент.
Для прохода в гермокабину и аварийного покидания самолёта в воздухе в обшивке фюзеляжа и в полу сделаны люки, соединённые между собой наклонными шахтами. Для аварийного покидания самолёта при посадке на воду предусмотрен верхний люк и люк для выхода на крыло.
Конструктивно сделано так, что внутри весь фюзеляж можно пройти от кабины до хвостового техотсека.

### Крыло
Прямое, трапециевидное. Состоит из центроплана и двух отъёмных частей крыла (ОЧК) двухлонжеронной конструкции. Поперечное V крыла по линии носков составляет +3°. ОЧК выполнены с отрицательной геометрической круткой в 1°. Крыло снабжено двухщелевыми выдвижными закрылками Фаулера с электроприводом. Для поперечного управления применяются элероны. На правом элероне установлен триммер.
Обшивка крыла выполнена из дюралевых листов толщиной от 2,4 до 6 мм. Профили крыла — на центроплане между внутренними мотогондолами — С-5, на консолях — С-3, между ними — переходный профиль.
Основная силовая часть крыла — кессон, в котором расположены контейнеры для топливных баков. На центроплане закреплены четыре гондолы двигателей и главные опоры шасси. Носок крыла оборудован электрической противообледенительной системой.

### Хвостовое оперение
Свободнонесущее, однокилевое, трапециевидной формы. Горизонтальное имеет размах 11,8 м. Угол стреловидности по линии 1/4 хорд вертикального оперения — 21°34′, горизонтального — 6°50′. Использован модифицированный профиль NACA-00 с относительной толщиной 12 %. Конструкция киля и стабилизатора кессонная, трёхлонжеронная. Обшивка выполнена из дюралевых листов. Все рули имеют осевую компенсацию и весовую балансировку, оснащены триммерами, а руль направления — сервокомпенсатором.

### Управление полётом
Управление самолётом сдвоенное, с двух рабочих мест — командира и правого лётчика.
Управление рулём высоты ручное механическое, усилие от колонки штурвала передаются у рулю с помощью трубчатых тяг. Для балансировки продольного управления установлена качалка с балансировочным грузом. Для создания дополнительных усилий в канале тангажа установлен пружинный загружатель, который подключается при отклонении руля высоты вверх более, чем на 10°. Полный угол отклонения колонки от нейтрального положения: от себя — 9°30′, на себя — 15°30′. Руль высоты отклоняется: вниз — на 15°, вверх — на 24°30′.
Перемещение элеронов производится наклоном штурвала в ту или другую сторону. Полный угол отклонения элерона ± 20°, при полном отклонении штурвала 138°. Усилия передаются с помощью трубчатых тяг.
Управление рулём поворота осуществляется от педалей путевого управления посредством трубчатых тях. В проводку управления включён пружинный сервокомпенсатор, подключающийся в работу при превышении усилий на педалях 17 кг. Также в проводке имеется ограничитель угла поворота руля, одновременно выполняющий функции загрузочного механизма при отклонении руля на 12°. Полный угол отклонения РН составляет ± 25°.
В систему управления параллельно включены три электрические машинки автопилота АП-6Е. На случай неконтролируемого отказа автопилота и невозможности его отключения или пересиливания введена система аварийного отключения путём отстрела пиропатронами механического соединения рулевых машин с проводкой управления.
На стоянке вся система управления самолётом стопорится посредством электродистанционного управления из кабины экипажа. Исполнительный механизм стопора управляется электромеханизмом перемещения МП-100МТ-22.
Управление триммерами. Триммер руля высоты управляется вращением штурвальчика на среднем пульте лётчиков. Вращение штурвала передаётся тросовой проводкой. Триммеры элеронов и РП управляются электромеханизмами МП-100МТ.
Закрылки перемещаются сдвоенным электромеханизмом МПЗ-9БТ-1 (МПЗ-9А) с двумя электромоторами, работающими на суммирующий редуктор. Электромеханизм установлен на заднем лонжероне центроплана. Он передаёт вращательное движение на угловые редукторы закрылков посредством карданной трансмиссии из дюралевых труб. Полный угол выпуска закрылков на посадке составляет 30° за время — 15 сек.

### Шасси
Убирающееся трёхопорное, с двумя основными и одной передней ногой. Колея шасси 9000 мм, база шасси 9755 мм. На передней стойке имеется пара нетормозных управляемых колёс 800×225 мм КТ81/3 с шиной модель 10А. На каждой основной стойке имеется четырёхколёсная тележка с двумя парами тормозных колёс высокого давления размером 900×285 мм каждое (изделие К2111, шина модель 4). Барабаны колёс отлиты из магниевого сплава.
В полёте стойки основных ног убираются от гидросистемы в гондолы внутренних двигателей, а передняя — в отсек (нишу) в передней части фюзеляжа. Выпуск шасси нормальный — от гидросистемы и аварийный — от скоростного напора и собственного веса, с предварительным снятием с замков тросовой проводкой аварийного выпуска.
Передняя стойка полурычажного типа, с газомасляным амортизатором и двумя гидроцилиндрами — гасителями колебаний «Шимми», которые также используются для разворота колёс при движении самолёта по земле. При рулении самолёта для разворота колёс служит отдельный штурвальчик, смонтированный на колонке штурвала командира. Полный угол поворота передних колёс составляет ±43°. Ход штока амортизатора передней стойки составляет 246 мм. Амортизатор заряжается азотом до давления 18±0,5 кг/см2. Ниша передней ноги закрывается в полёте двумя парами створок.
Основные стойки с газомасляным амортизатором с торможением на прямом и обратном ходу. Ход штока амортизатора основной стойки составляет 450 мм. Амортизатор заряжается азотом до давления 51±1,0 кг/см2. При уборке шасси тележка переворачивается с помощью гидравлического штока-демпфера на 90° и колёса становятся вдоль стойки, что уменьшает потребный объём гондолы шасси. Тормоза колёс дисковые с гидроприводом и антиюзовым автоматом растормаживания. Каждая гондола шасси закрывается в полёте двумя парами створок.

### Силовая установка
Включает четыре ТВД АИ-20М серии 6И с четырёхлопастными воздушными винтами изменяемого шага АВ-64 серии 04А.
Управление работой двигателей механическое. Перемещение рычагов управления в кабине передаётся на командно-топливные агрегаты (КТА) с помощью тросов, в двигательном отсеке — трубчатых тяг. Контроль за положением поводков дроссельных кранов ведётся по указателям УПРТ-2 в кабине лётчиков. Для устранения случайного изменения режима работы двигателей в полёте ниже 16° по УПРТ на центральном пульте в кабине установлены предохранительные упоры «полётного малого газа».
Каждый двигатель имеет свою собственную маслосистему ёмкостью 228 литров (заправка — 75 %), причём часть масла используется как рабочая жидкость для регулятора постоянных оборотов Р-68Д, командно-топливного агрегата, индикатора крутящего момента и систем аварийного флюгирования воздушного винта. Циркуляция масла осуществляется по замкнутому циклу двигатель-маслорадиатор, с подпиткой из маслобака. Температура масла поддерживается на постоянном уровне путём его охлаждения в воздушно-масляном радиаторе, продув воздухом регулируется заслонкой с электроприводом в туннеле радиатора, с автоматическим управлением от электронного регулятора температуры АРТМ-64
Газоотводные выхлопные трубы двигателей изолированы от крыла воздушными каналами. Камера в носке капота двигателя служит для подачи горячего воздуха, защищающего воздухозаборник от обледенения.
Мотогондолы балочной конструкции, разделены титановыми противопожарными перегородками на три отсека. Гондолы внутренних двигателей имеют по отсеку для основных стоек шасси.

### Топливная система
Общей ёмкостью на 35153 литра топлива типа ТС-1. Включает 25 баков, из них 22 мягких бака и три бака-отсека. Почти все баки размещаются в крыле и делятся на правые и левые с № 1-го по № 11-й включительно. Исключение — общий бак-отсек № 12, расположенный в центроплане и бак № 14, который находится в фюзеляже между шп. № 12 и № 17 и состоит из двух ёмкостей, именуемых как «бак № 14 передний» и «бак № 14 задний». Питание топливом раздельное для правых и левых двигателей из расходных баков № 1 на лев. и прав. плоскости.
Выработка топлива. Вся топливная система разбита на баки основной первой группы (баки № 1-8) и дополнительные баки второй группы № 9-11. Топливо одновременно к двум двигателям на плоскости крыла подаётся из расходного бака № 1 двумя электроприводными насосами подкачки ПНВ-2. В расходный бак топливо подаётся насосом ПНВ-2 из бака № 2. В первую группу баков из второй группы топливо перекачивается топливными насосами ПНВ-2 и ЭЦН-14. Топливный поплавковый клапан в баке № 6 поддерживает постоянный уровень топлива в баках первой группы. С центропланного бака № 12 топливо перекачивается одновременно в баки правой и баки левой плоскости. С фюзеляжного бака № 14 топливо в баки первой группы поступает самотёком. Турбогенераторная установка ТГ-16 питается топливом из баков левой плоскости. Критический остаток топлива (1000 литров) сигнализируется датчиком в баке № 2.
Для контроля заправки и уровня топлива на самолёте смонтирован ёмкостный электронный топливомер СЭТС-280А. Датчики топливомера установлены в баках, указатели уровня топлива — на приборных досках в кабине самолёта.
Дренаж топливной системы осуществлён раздельно для каждой группы баков и раздельно для баков № 8, № 12 и № 14.
Трубопроводы топливной системы изготовлены из материала АМгМ и окрашены в жёлтый цвет.
Заправка топливом самолёта централизованная под давлением снизу, через два штуцера универсальной заправки. Через одну горловину (левый борт фюзеляжа шп. 14-15) заправляются крыльевые баки, через вторую (отсек главного шасси правый борт) — фюзеляжный бак № 14.
Программа заправки осуществляется по командам системы СЭТС и поплавковыми клапанами заправки. При заполнение топливом очередного бака кран заправки этого бака закрывается автоматически, кроме бака-отсека № 12, заполнение которого необходимо контролировать вручную. При отсутствии на аэродроме заправщика централизованной заправки под давлением заправку самолёта можно осуществить с помощью раздаточного пистолета через верхние горловины баков № 6, 8, 10, 14.
.

### Противопожарная система
Включает систему пожаротушения и систему нейтрального газа.
Система пожаротушения предназначена для ликвидации пожара в гондолах двигателей, внутри двигателей и отсеке ТГ-16М. Состоит из системы сигнализации о пожаре ССП-2А, огнетушителей первой и второй очереди, блоков распределительных кранов, трубопроводов и коллекторов. При аварийной посадке с убранным шасси огнетушители автоматически разряжаются на внутренние двигатели.
Система сигнализации о пожаре в гондолах двигателей включает 4 комплекта ССП-2А с 72 датчиками пожара ДПС-1АГ. Огнегасящий состав фреон-114В2 заряжается в 2 баллона ОС-8МФ. Трубопроводы и коллекторы ППС изготовлены легированной стали (в основном из 30ХГСА). Система пожаротушения разряжается в первую (автоматически) и вторую (ручную) очереди.
Система сигнализации о пожаре в отсеке ТГ-16 состоит из 1 комплекта ССП-2А с 6 датчиками пожара ДПС-1АГ. Огнегасящий состав фреон-114В2 заряжается в 2 баллона ОС-2Илф первой и второй очереди пожаротушения.
Система тушения пожара внутри двигателя смонтирована отдельно на каждом двигателе и автономна от общей системы пожаротушения. Система включается в работу только вручную лётчиком. Огнегасящий состав (фреон) из шарообразного баллона ОС-2ИлФ подаётся в полость редуктора и к задним опорам ротора двигателя.
Система нейтрального газа предназначена для автоматического заполнения углекислым газом надтопливного пространства фюзеляжного бака № 12 при вынужденной посадке с убранным шасси, либо для тушения пожара в центроплане. Углекислота под давлением находится в двух баллонах ОСУ-5 по правому борту фюзеляжа шп. № 55-56.
В кабине экипажа имеются два переносных огнетушителя

### Гидроазотная система
Состоит из основной, дублирующей и нескольких автономных подсистем. Первая подсистема обеспечивает уборку и выпуск шасси, управление поворотом передних колёс, торможение колёс, работу стеклоочистителей на лобовых стёклах, открытие и закрытие створок грузовых люков. Источники энергии — два поршневых насоса НП 25-5 на внутренних двигателях и два гидроаккумулятора.
С помощью дублирующей гидросистемы на стоянке при неработающих двигателях открываются и закрываются грузовые и входные люки, также система может применяться для этих же целей в полёте при отказе основной системы. Источник энергии дублирующей системы — электрическая насосная станция НС-14. Основная и дублирующая системы имеют общий бак ёмкостью 49 литров, рабочая заправка бака 40 литров, ёмкость всей системы около 82 литров. Рабочая жидкость системы — минеральное гидравлическое масло АМГ-10. Рабочее давление в системе — 210 кг/см3.
Для затормаживания колёс на стоянке (стояночный тормоз) служат ещё два гидроаккумулятора.
Азотная система используется для аварийного торможения колёс, герметизации и открытия входного люка в полёте, наддува блоков спецаппаратуры, переключения золотников клапанов аварийного флюгирования винтов. Азот под давлением 180—200 кг/см2 заряжается перед полётом от наземного источника, в сети давление редуцируется до 65 кг/см2. Бортовой зарядный штуцер азотной системы находится в районе передней ноги шасси.

### Наддув, отопление и вентиляция
Воздух в систему отбирается от десятой ступени компрессора каждого двигателя. Горячий воздух поступает на обогрев: турбогенераторной установки, грузовых отсеков, воздухозаборников холодильного агрегата и на аварийный продув блоков в отсеке ЦВМ. Затем воздух подаётся в носовую часть фюзеляжа, где делится на холодную и горячую линии. Воздух в холодной линии охлаждается в воздухо-воздушных радиаторах, а при необходимости и в турбохолодильниках, после чего подаётся на наддув радиоблоков, а также на продув (охлаждение) блоков другого электронного оборудования. Далее воздух из холодной и горячей линий поступает на смесители воздуха системы кондиционирования, откуда он подаётся на наддув, отопление и вентиляцию гермокабины, вентиляцию спасательных костюмов, обдув смотровых стекл, обдув датчика курсовых углов астрокомпаса, обдув блоков системы «Беркут» в кабине экипажа, обогрев отсека ЦВМ. Нормальное для экипажа давление в кабине поддерживается регулятором давления, клапаном выпуска и аварийным клапаном.
При работах на земле предусмотрен обогрев грузовых отсеков, обогрев и вентиляция кабины, а также вентиляция спасательных костюмов от наземной установки кондиционирования.

### Электросистема самолёта
Источником постоянного тока напряжением 27 В служат восемь генераторов СТГ-12ТМО-1000, установленных на двигателях. Аварийным источником постоянного тока служат четыре аккумуляторные батареи 12САМ-28, они используются для запуска ТГ-16М, питания аварийного пожаротушения и дежурного освещения. Для питания бортовой сети на стоянке может использоваться агрегат ТГ-16.
На ТГ-16 установлен стартер-генератор постоянного тока ГС-24А, который раскручивает турбину ТГ-16 при запуске, а после запуска отдаёт постоянный ток в бортовую сеть для запуска маршевых двигателей. Источником переменного тока напряжением 115 В и частотой 400 Гц служат четыре однофазных генератора СГО-12, причём один генератор находится в резерве. Для питания самолётной аппаратуры на земле при незапущенных двигателях служит однофазный преобразователь ПО-1500, вырабатывающий электрический ток напряжением 115 В и частотой 400 гц. Сети трёхфазного переменного тока 36 вольт запитываются от двух электромашинных преобразователей тока ПТ-1500Ц.

### Кислородное оборудование
Обеспечивает жизнедеятельность экипажа на больших высотах и при аварийном покидании самолёта в воздухе. Каждый член экипажа имеет в снаряжении кислородную маску КМ-32 (всего на борту 7 к-тов). На самолёте установлено восемь кислородных приборов КП-24М, на всех рабочих местах и месте для отдыха.
Запас газообразного медицинского кислорода хранится в 19 стационарных баллонах КБ-1 ёмкостью по 36 литров каждый, и в одном переносном баллоне ёмкостью 7,6 л., который может применяться при передвижении внутри самолёта в негерметичной его части. При аварийном покидании самолёта на больших высотах могут использоваться парашютные кислородные приборы КП-23, запас кислорода в которых рассчитан на 11 минут.

### Противообледенители
Противообледенительная система крыла, оперения и воздушных винтов электротепловая.
Передняя кромка крыла и хвостового оперения обогреваются нагревательными элементами, работающими от сети постоянного тока. В связи с тем, что общая мощность нагревательных элементов составляет примерно 55 кВт, применяется их цикличное включение по программе. Кромки лопастей воздушных винтов и коки обогреваются от сети 115 вольт. Обогреваются циклично одновременно два кока и винта на парных двигателях. Потребляемая мощность примерно 8 кВа. Циклограмма обогрева реализуется тремя программными механизмами ПМК-21.
Лобовые стёкла лётчиков (4 шт.) обогреваются от сети 115 вольт электронными регуляторами АОС-81 через автотрансформаторы. Поддерживается температура каждого стекла в пределах 35 С°. Также от бортсети 27 в обогреваются приёмники полного давления ППД-1.
Воздухозаборники двигателей обогреваются сжатым воздухом, отбираемым от 10-х ступеней компрессоров двигателей.

### Средства жизнеобеспечения и спасения
Каждый член экипажа может экипироваться морским спасательным костюмом МСК-3М. Для вынужденного покидания самолёта имеются парашюты типа С-5, оснащённые носимым аварийным запасом НАЗ-7 и одноместной лодкой МЛАС-1-ОБ.
При аварийной посадке на воду в самолёте предусмотрен верхний аварийный люк для выхода на фюзеляж и слева над центропланом — люк для выхода на крыло, а также надувной спасательный плот ПСН-6А.
В гермокабине размещено санитарно-бытовое оборудование: буфет, кровать, аптечка и туалет. В буфете находятся две электроплитки, продукты и посуда.

### Приборное оборудование
В кабине Ил-38 установлены приборные доски:
- приборная доска лётчиков;
- центральный пульт лётчиков;
- левый пульт лётчика;
- правый пульт лётчика;
- верхний пульт лётчиков;
- приборная доска штурмана;
- приборная доска радиста;
- щиток контроля энергетики.

Некоторые приборы, установленные в кабине экипажа:
Указатель скорости КУС-1200 (4 шт.), вариометр ВАР-30МК (3 шт.), указатель высоты ВД-10 (4 шт.), указатель высоты и перепада УВПД-15, пилотажный прибор ПП-1ПМК (2 шт.), навигационный курсовой прибор НКП-4К из к-та «Путь-4М» (2 шт.), авиагоризонт АГБ-3К, указатель топливомера из к-та СЭТС-280А (2 шт.), указатель расходомера топлива РТМС-1,2А-Б1, указатель термометра выходящих газов из к-та ТВГ-26 (4 шт.), индикатор вибрации двигателей из к-та ИВ-41 (4 шт.), указатель поворота ЭУП-53М (2 шт.), указатель положения заслонок туннелей маслорадиаторов УЮЗ-4, указатель температуры ТУЭ-48, часы АЧС-1, и мн. др.

### Пилотажно-навигационное оборудование
- Пилотажно-навигационная система «Путь-4Б-2К»
- Автопилот АП-6Е
- Навигационный прибор АНП-3В
- Система ближней навигации и посадки РСБН-2С
- Курсовая система ТКС-П
- Радиовысотомер РВ-4
- Радиокомпас АРК-11
- Доплеровский измеритель ДИСС-1
- Централь скорости и высоты ЦСВ-1М-1Б

### Радиосвязное и радиотехническое оборудование
- Самолётное переговорное устройство СПУ-7Б
- Командная радиостанция Р-802В
- Командная радиостанция Р-832 «Эвкалипт»
- КВ передатчик Р-847А «Призма»
- КВ радиостанция Р-836 «Иртыш»
- СВ передатчик «Пеленг»
- Станция предупреждения об облучении СПО-2
- Самолётный ответчик СО-57М
- Рентгенометр ДП-3Б

Некоторые самолёты дополнительно оборудовались станцией радиотехнической разведки СРС-5 «Вишня».

### Средства объективного контроля
- Магнитофон МС-61Б
- Магнитный регистратор параметров полёта МСРП-12-96

### Противолодочное оборудование
- Поисково-прицельная система «Беркут-38»
- Магнитометр АПМ-60 или АПМ-73

ППС «Беркут-38» состоит из панорамной радиолокационной станции с функцией стабилизации по крену и тангажу, самолётного приёмо-индикаторного устройства СПИУ, БЦВМ «Пламя», блока связи с ЦВМ, панели географических координат ПГК, пульта ввода данных ПВД, и др.
Радиолокационная станция используется при работе с маяками-ответчиками буёв, в режимах кругового или секторного обзора, а также в режиме детального обзора поверхности МПМ — микроплан местности.
Аппаратура СПИУ предназначена для контроля работы выставленных РГБ, прослушивания транслируемых ими шумов моря, определения пеленга цели и её ручное или полуавтоматическое сопровождение.
Впервые в практике советского самолётостроения на Ил-38 была применена бортовая цифровая вычислительная машина «Пламя-264», в составе поисково-прицельного комплекса «Беркут-38», разработанного НИИ-131. БЦВМ «Пламя-264» создана на базе более ранней машины «Пламя-Вертолёт» разработки НИИ-17. Вычислительная машина полностью собрана на дискретной полупроводниковой базе, без применения микросхем и микросборок — только на высокочастотных транзисторах и диодах, а память машины — на ферритовых кольцах. Монтаж выполнен на однослойных и односторонних печатных платах.
ЦВМ-264 предназначена для решения логических задач, возникающих при поиске и сопровождении ПЛ. Она автоматически управляет движением самолёта (через автопилот), рассчитывает место ПЛ по данным от буёв, обрабатывает радиолокационную информацию, управляет РЛС при автосопровождении цели, выдаёт сигналы на открытие бомболюков и выполняет автоматический сброс средств поиска и поражения, вычисляет вероятность поражения цели выбранными средствами и др.

### Вооружение
На самолёте имеются два грузоотсека для подвески средств поиска и поражения, а также других грузов согласно поставленной задачи, именуемые как передний люк и задний люк.
- Средства поиска ПЛ — ненаправленные радиогидролокационные буи РГБ-1, пассивные направленные РГБ-2, автономные гидроакустические пассивно-активные станции РГБ-3, РГБ-16 (144 РГБ-1, 10 РГБ-2, 3 РГБ-3).

Также специально для самолёта разрабатывался гидроакустический буй с долговременной памятью «Яуза», рассчитанный на нахождение в море до 2 месяцев и периодическое считывание информации с пролетающего самолёта. Работы над этим буем были прекращены в 1979 году.
- Средства поражения ПЛ — две противолодочные торпеды АТ-1, АТ-2 или ракеты АПР-1, АПР-2, АПР-3 (последняя только для Ил-38Н).
- ПКР — в 2005 году были завершены испытания ракеты Х-35 после адаптации её для индийской модификации Ил-38SD.
- Противолодочные бомбы, морские мины, спасательные контейнеры КАС, морские маркеры (ориентирные морские авиабомбы ОМАБ-12Д) и т. д.

На самолёте Ил-38 нет оптического или телевизионного бомбового прицела, поэтому сброс бомб, мин, спасательных контейнеров и т. п. грузов производится по сути неприцельно, «на глазок», и отличается большим разбросом (КВО).
Оборонительное стрелково-пушечное вооружение на самолёте отсутствует.

## Экипаж
Экипаж Ил-38 состоит из семи человек: два лётчика (командир корабля, помощник командира корабля), штурман-навигатор, штурман-оператор РЛС, оператор самолётного приёмного индикаторного устройства (СПИУ), бортинженер, бортрадист.

## Эксплуатация
Переучивание л/с на новые самолёты выполнялось в 33-м центре боевого применения и переучивания Ав. ВМФ в г. Николаев УССР (аэр. Кульбакино). Для обучения была сформирована 316-я отдельная противолодочная эскадрилья, в составе которой имелся авиационный отряд на Ил-38. Позднее был сформирован 555-й противолодочный смешанный инструкторско-исследовательский авиационный полк, с базированием на аэродроме Очаков.
Из боевых частей первым получил самолёты Ил-38 24-й отдельный противолодочный авиационной полк дальнего действия ВВС Северного Флота (аэродром Североморск-1) в 1968 году. В 1969 году — 77-й отдельный противолодочный авиационной полк дальнего действия ВВС Тихоокеанского Флота (аэродром Николаевка) и в 1972 году — 145-я отдельная противолодочная авиационная эскадрилья ВВС Балтийского Флота (аэродром Скулте).
Зарубежные командировки:
- Летом 1971 года в акватории Средиземного моря проводились учения Юг-71, в рамках которых самолёты Ил-38 выполняли полёты с египетского аэродрома Мерса-Матрух.[5]
- Йемен 2 Ил-38 с декабря 1979 года по 1991 год,
- Эфиопия 2 Ил-38 с 29 января 1981 года по 1986 год,
- с 1982  года по 1989 год периодические базирования 2 Ил-38 в Ливии, разовые командировки в Мозамбик и Сирию.

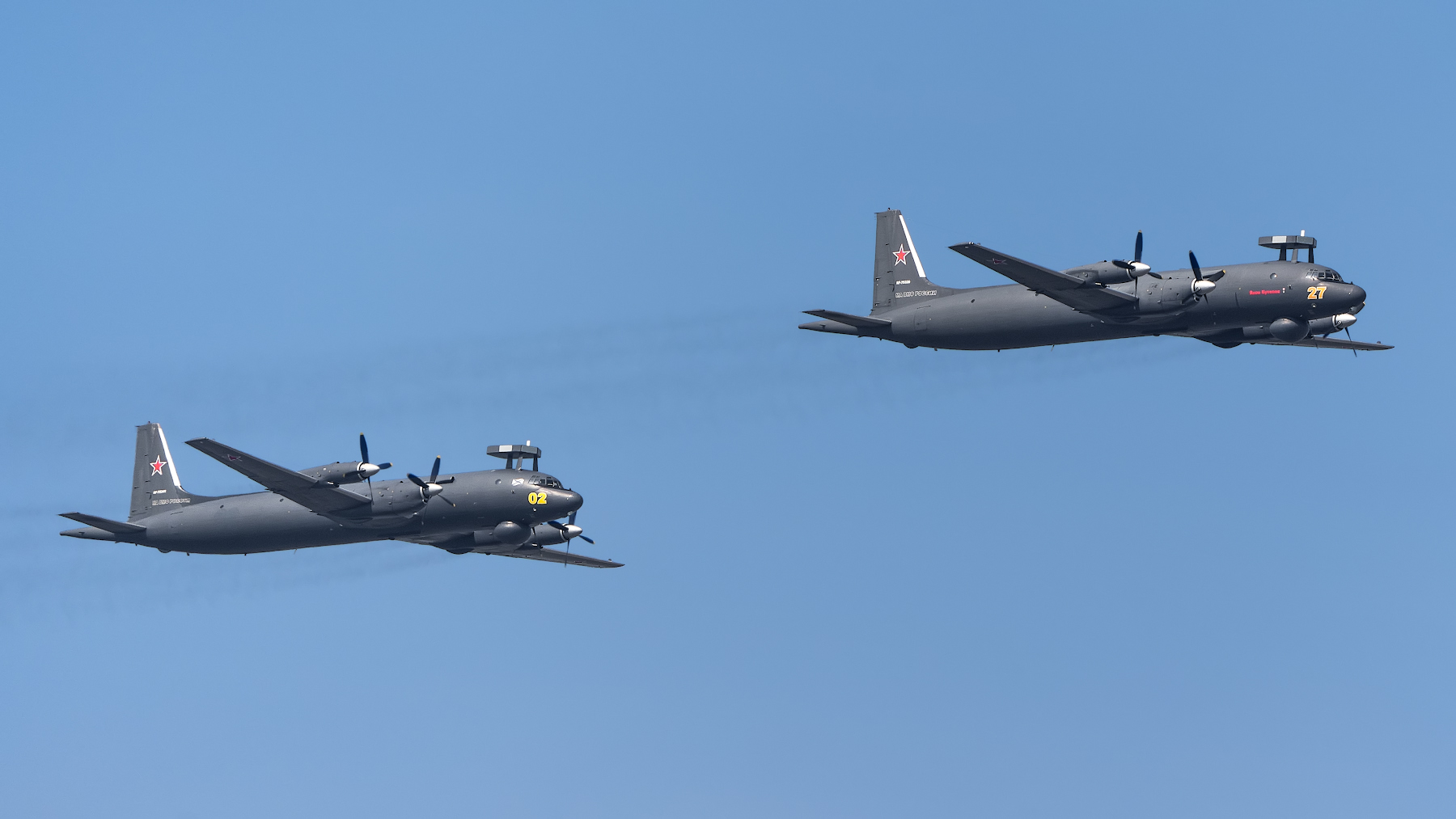
Пара Ил-38Н на репетиции парада к Дню ВМФ России (Санкт-Петербург, 2021)

Экипажами самолётов Ил-38 с 1969 года по 1981 год произведено 4095 самолёто-вылетов на боевую службу с общим налётом 24570 ч.
В настоящее время самолёты Ил-38 эксплуатируют:
7050-я АвБ СФ (Североморск-1).
7060 АвБ ТОФ (Елизово)
7062 АвБ ТОФ (Николаевка).
859-й Центр боевого применения и переучивания Морской авиации в г. Ейск.

## Потери
1984 год. Авария на аэр. Николаевка, 77-й ОПЛАП ВВС ТОФ. Аварийное прекращение взлёта. Самолёт выкатился за пределы ВПП, получил повреждения и был списан. Экипаж не пострадал.
1984 год. Аэродром Асмара, Эфиопия. Во время войны за независимость Эритреи в результате налёта сепаратистов на аэродром уничтожены два Ил-38, принадлежащие 77-му ОПЛАП ВВС ТОФ, экипажи не пострадали.
1994 год. Катастрофа на аэр. Североморск-1, 24-й ОПЛАП ВВС СФ. При выполнении посадки в условиях сильного снегопада и позёмки самолёт уклонился от посадочного курса и столкнулся с землёй. Экипаж погиб.
2002 год. Катастрофа двух индийских самолётов Ил-38 на авиашоу, противолодочная эскадрилья INAS 315. Погибли 12 человек. Взамен разбившихся машин Россия бесплатно предоставила два Ил-38.

## Модификации

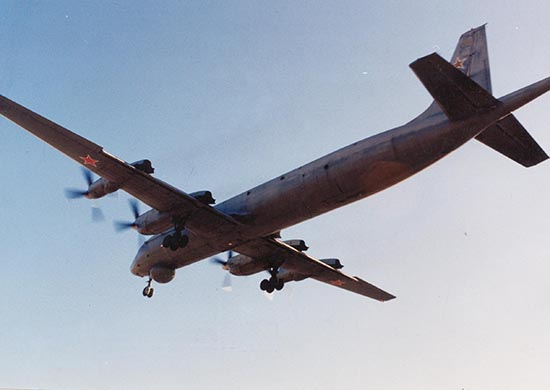
Ил-38Н Тихоокеанского флота

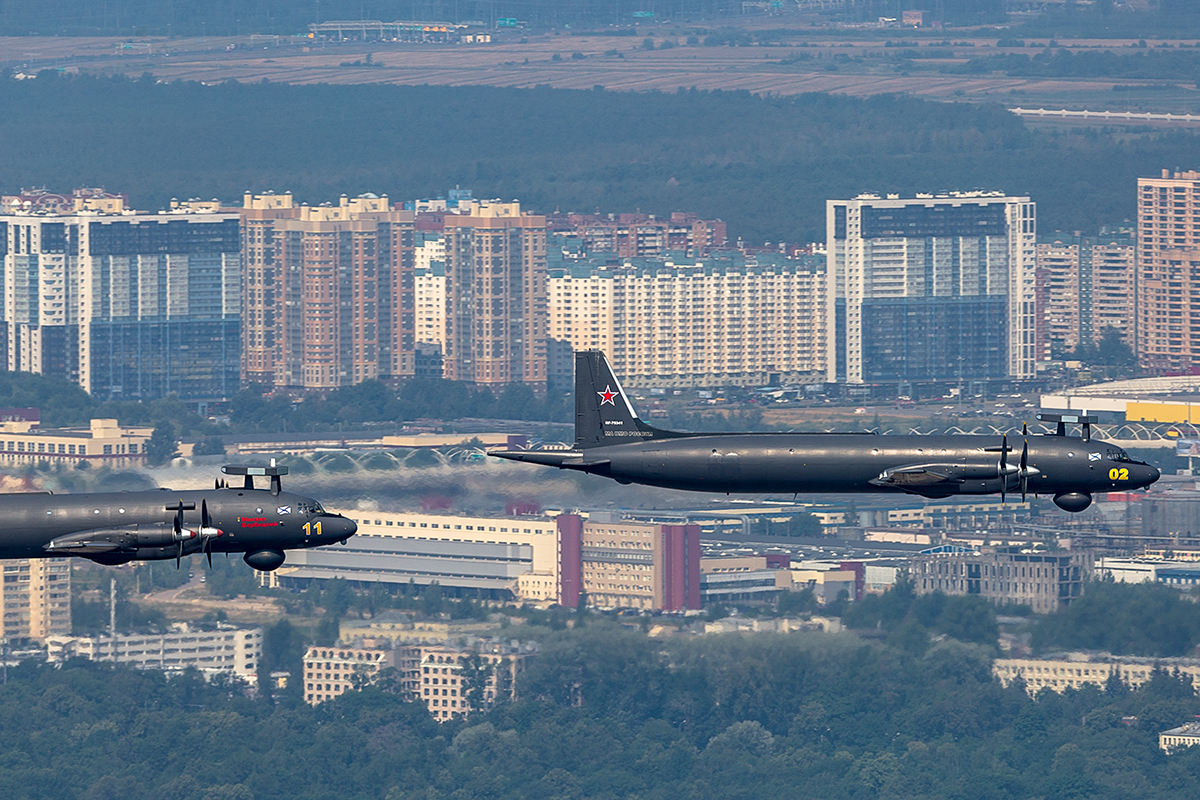
Ил-38Н («Новелла») на пятом Главном военно-морской параде

Первичная эксплуатация самолёта выявила его очень низкую эффективность боевой работы, запредельную отказность поисково-прицельного комплекса — средняя наработка на отказ БЦВМ составляла всего 1,5 — 2 часа, также высокий процент брака основных применяемых радиогидробуёв РГБ-1 (до 30 %). По оценкам специалистов 33-го ЦБП Морской авиации практическая пригодность самолёта Ил-38 для поиска ПЛ была приблизительно в 8-10 раз хуже аналогичного американского патрульного самолёта «Орион».
Уже в 1969 году вышло постановление МАП о модернизации комплекса. Планировалась установка новейшего ППК «Коршун-М» (от Ту-142М), замена устаревшего навигационного оборудования (ЦГВ-10 и ТКС-П на комплекс курсовертикалей «Румб»), вместо автопилота АП-6Е и системы «Путь-4» установить САУ. Планировалась также установка нового магнитометра «Бор-1С», аппаратуры гидрологической разведки, автомата сбрасывания отражателей АСО-2Б и др. В случае модернизации с самолёта стало бы возможным применение новейших инфразвуковых буёв, на порядок более чувствительных, а также взрывных источников звука. В кабине планировалась установка экранов тактической обстановки. Предполагалась замена электротепловой противообледенительной системы самолёта на электроимпульсную, а электрическую систему запуска двигателей самолёта изменить на воздушную, что, кроме всего прочего, за счёт избавления от агрегатов запуска обеспечивало снижение массы самолёта на 340 кг.
Однако данный комплекс доработок выполнен не был по той причине, что БЦВМ «Пламя-264» не обеспечивала обработку информации от более новой системы «Коршун» с БЦВМ «Аргон-15». То есть фактически требовалась полная замена всего целевого оборудования. В результате на самолётах поменяли только магнитометр на новый.
В 1980-х годах, в связи с моральным старением ППК «Беркут», всё же было решено доработать самолёт под применение новых буёв типа РГБ-16, а также взрывных источников звука. Была разработана аппаратура «Изумруд», в состав которой входит 68-канальное приёмное устройство «Волхов», аппаратура обработки и отображения гидроакустической информации, радиогидроакустические буи РГБ-16, блоки сопряжения с ППС «Беркут» (ВИЗ-ы не применяются). Всего прошло доработку порядка 12 самолётов.
В конце 1980-х годов начались работы по новому противолодочному комплексу «Новелла», но из-за распада СССР и отсутствия финансирования комплекс оказался невостребован отечественной Морской авиацией. Зато им заинтересовались индийцы, на вооружении у которых имеются Ил-38. Новый самолёт получил наименование Ил-38SD (Sea Dragon — Морской дракон). Всего переоборудовано 6 самолётов.
Чуть позднее установкой комплекса «Новелла» было решено дорабатывать и отечественные Ил-38, получившие наименование Ил-38Н. Это морской патрульный самолёт для ведения подводной, надводной и воздушной разведок, целеуказания, радиотехнической разведки и радиоподавления. На 2015 год переоборудовано 5 самолётов.
14 ноября 2016 года. В Жуковском завершает лётные испытания после модернизации противолодочный самолёт Ил-38Н Морской авиации ВМФ России (бортовой номер «11 жёлтый», заводской номер 880010308, серийный номер 103-08, регистрационный номер RF-75308, название «Михаил Вербицкий»). Это седьмой модернизированный самолёт Ил-38Н, и первый модернизированный борт по контракту 2015 года на две машины. Ил 38Н «ВИКТОР ПОТАПОВ» см. фото здесь http://russianplanes.net/images/to203000/202429.jpg
| Название модели    | Краткие характеристики, отличия. |
| ------------------ | --- |
| Ил-38              | Ил-38 с поисково-прицельным комплексом «Беркут-38». |
| Ил-38SD            | Модернизированный патрульный и противолодочный самолёт оснащённый новым прицельно-навигационным комплексом «Морской дракон» производства ОАО ЦНПО «Ленинец». В рамках работ по модернизации самолётов предполагалось продление их технического ресурса на 10-15 лет. Дополнительные узлы подвески размещены под центропланом самолёта (2 узла). |
| Ил-38Н («Новелла») | Вариант модернизации Ил-38 для авиации ВМФ России до уровня Ил-38SD. |

## На вооружении
Россия:

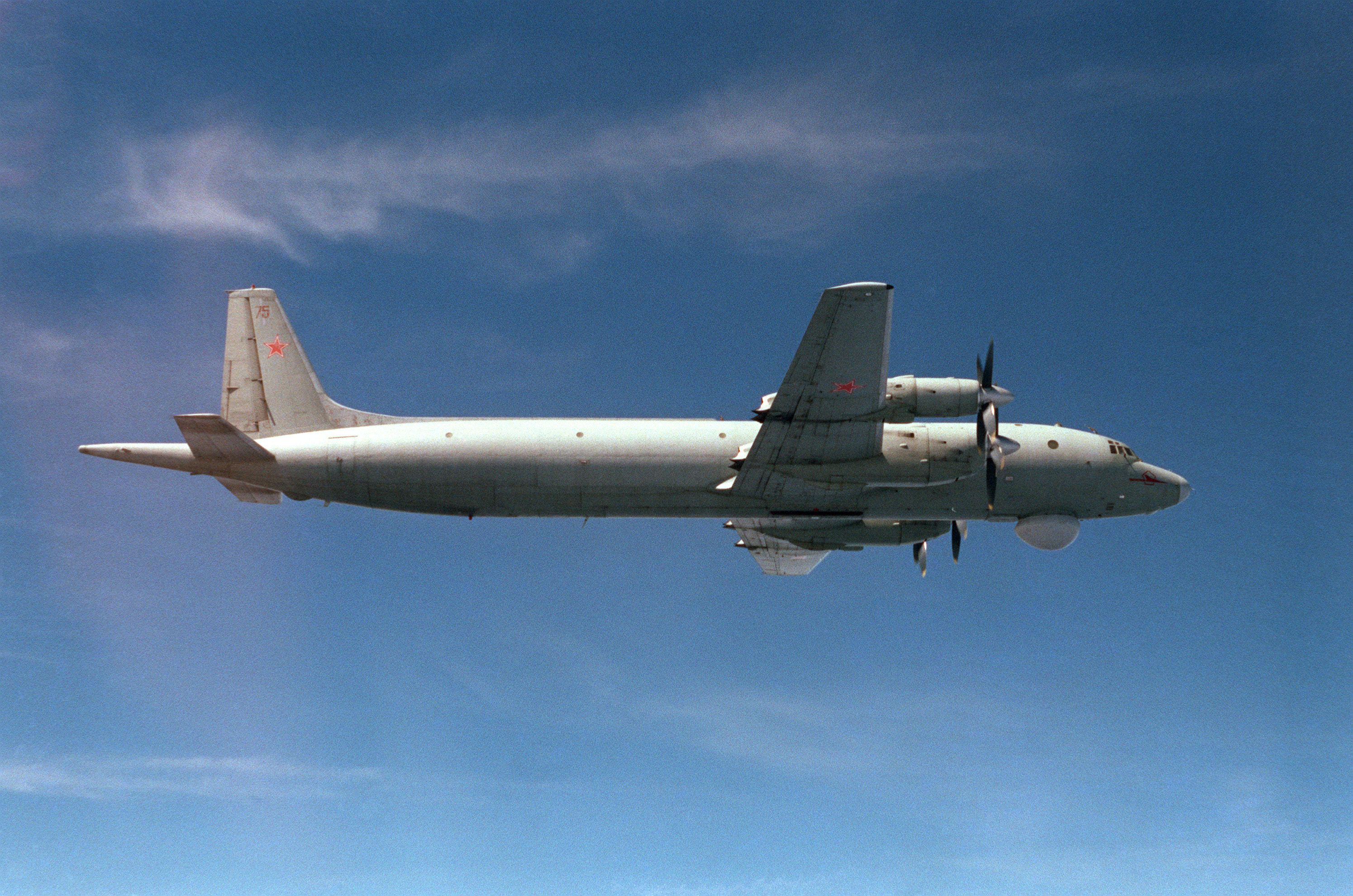
Ил-38 ВМФ СССР, 1987 год.

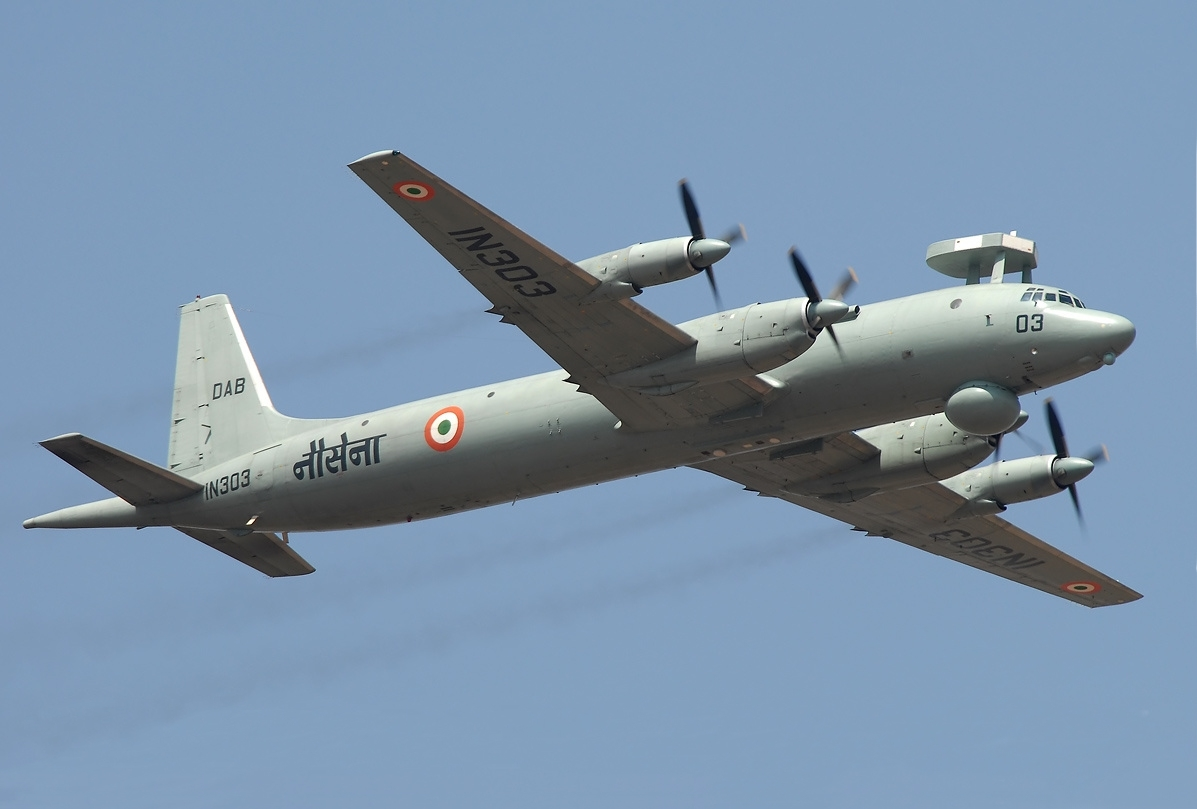
Ил-38SD ВМС Индии, 2007 год.

- Авиация Военно-морского флота — 15 Ил-38 и 7 Ил-38Н по состоянию на 2024 год[9].

 Индия:
- Военно-морские силы Индии — 5 Ил-38 с 1977 по 2023 год, эскадрилья INAS 315. Самолёты сняты с вооружения, официальная церемония прощания проведена 31 октября 2023 года на авиабазе Ханса (INS Hansa)[10].

## Тактико-технические характеристики
Источник данных: Артемьев, 2002.

Технические характеристики
- Экипаж: 7
- Длина: 40,075
- Размах крыла: 37,4
- Высота: 10,12 м
- Площадь крыла: 140 м²
- Средняя аэродинамическая хорда: 3,0 м
- Колея шасси: 9,0 м
- Масса пустого: 34 700 кг
- Максимальная взлётная масса: 68 000 кг
- Максимальная посадочная масса: 52 200 кг
- Масса топлива во внутренних баках: 26 650 кг
- Силовая установка: 4 × ТВД АИ-20М
- Мощность двигателей: 4 × 4250 л. с. (4 × 3126 кВт (взлётная))
- Воздушный винт: АВ-64 серии 04А
- Диаметр винта: 4,5 м
- Масса двигателя: 1040 кг

Лётные характеристики
- Максимальная скорость: 650 км/ч на 6000 м
- Боевой радиус: 2200 км
- Техническая дальность: 9500 км
- Практический потолок: 8000 м (с полётной массой 66 000 кг)
- Длина разбега: 1700 м
- Длина пробега: 1070 м

Вооружение
- Боевая нагрузка:  
  - нормальная: 5430 кг
  - максимальная: 8400 кг
- Бомбы: противолодочные: 
  - свободнопадающие: ПЛАБ-250-120, ПЛАБ-50
  - корректируемые: ПЛ250-120 «Загон»

## Экспонаты музеев
| Фото | Бортовой номер | Примечание                                                                         | Местонахождение                                   |
| ---- | -------------- | ---------------------------------------------------------------------------------- | ------------------------------------------------- |
|      | 10             | Первый серийный Ил-38. После списания использовался в ВВАУШ как наглядное пособие. | Авиационно-технический музей, г. Луганск, Украина |